# Pholcus madeirensis
Pholcus madeirensis là một loài nhện trong họ Pholcidae. Loài này có ở de Madeira.